# American Group Psychotherapy Association
Die American Group Psychotherapy Association (AGPA), dt.: Amerikanische Vereinigung für Gruppenpsychotherapie, ist das US-amerikanische Pendant zur Londoner Group Analytic Society und zur Internationalen Arbeitsgemeinschaft für Gruppenanalyse in Bonn. Die Organisation mit Sitz in New York City wurde 1943 gegründet.
Gründungspräsident war der Gruppenanalytiker Samuel Slavson. Zur Zeit ihrer Gründung standen die AGPA und Slavson in direkter Konkurrenz zur American Society for Group Psychotherapy and Psychodrama (ASGPP) und ihrem Gründer Jakob L. Moreno. Die AGPA bestand auf einer strikt analytischen Tradition, während die ASGPP dynamische und theatralische Elemente in ihren Formenkanon integrierte. Die AGPA veranstaltet jährliche Kongresse und Tagungen, legt Ausbildungsstandards und ethische Richtlinien fest, vernetzt Gruppentherapeuten in den gesamten Vereinigten Staaten und informiert die Öffentlichkeit über Gruppentherapie und Anbieter.
Die Stiftung Group Psychotherapy Foundation (GPF) ist institutionell mit der AGPA verknüpft und vergibt alljährlich zahlreiche Stipendien und zwei namhafte Auszeichnungen, den
- Alonso Award für herausragende Leistungen in der Gruppendynamik und den
- Aaron Stein Memorial Fund Award für Organisationen, die Gruppentherapie auf besonders kreative Art und Weise einsetzen.